# Füstölgő ászok
A Füstölgő ászok (eredeti cím: Smokin' Aces) 2006-ban bemutatott akciófilm, Joe Carnahan rendezésében.

## Cselekmény
|  | Alább a cselekmény részletei következnek! |

A Las Vegas-i bűvészből lett bűnöző, Buddy Israel (Ász) (Jeremy Piven), elrejtőzik egy hotelben. Két alvilági ügyekre szakosodott nyomozó, Richard Messner (Ryan Reynolds) és Donald Carruthers (Ray Liotta) rájön, hogy jobb napokat látott, idős Las Vegas-i maffiafőnök, Primo Sparazza (Joseph Ruskin), egymillió dolláros vérdíjat tűzött ki, konkurenciája, Buddy Israel fejére. Egy lehallgatás során meghallják, hogy egy svéd bérgyilkos elindult, hogy elvigye Israel szívét Sparazza-nak. A vérdíj reményében több, egymástól független, bérgyilkos aktivizálódik, beleértve az álcázások mesterét, Lazlo Soot-ot (Tommy Flanagan), két Sarazza embere (David Proval) által felbérelt, profi, fekete, női bérgyilkost, Sharice Watters-t (Taraji P. Henson) és Georgia Sykes-t (Alicia Keys). Israel fejére hajt még a latin-amerikai, szadista zsoldos, Pasquale Acosta (Nestor Carbonell), valamint a három neo-náci eszméket valló, pszichopata Tremor testvér, Darwin (Chris Pine), Jeeves (Kevin Durand), és Lester (Maury Sterling).
A Las Vegas-i óvadékügynököt, Jack Dupree-t (Ben Affleck) és embereit, Pete Deeks-et (Peter Berg) és Hollis Elmore-t (Martin Henderson), megbízza egy simlis ügyvéd, Rupert Reed (Jason Bateman), hogy vegyék őrizetbe Israelt, azonban a Tremor testvérek rajtaütnek Dupree-n és az emberein és ellopják tőlük, az Israel búvóhelyeként szolgáló hotel biztonsági szolgálatának egyenruháját. A támadást csak Elmore éli túl.
Carruthers találkozik a szálloda egyik liftben Acosta-val, aki a szálloda egyenruháját viseli, azonban lebukik és a liftben agyonlövik egymást. Közben Soot miután megölte Israel egyik testőrét, utána elkészíti a halott férfi arcának a latex lenyomatát, és azt maszkot magára húzva bejut Israel lakosztályába. Közben Israel vitába keveredik saját személyi testőrével, Sir Ivy-val, majd a biztonságiakkal elviteti. A Tremor fivérek rajta ütnek a biztonságiakon. A szálloda hadszíntérré változik, mert közben az FBI emberei is megérkeznek és Sykes is beszáll a harcba, akit társa segít a szomszédos épületből egy nagy kaliberű mesterlövészpuskával. A Tremor testvérek közül csak Darwin marad életben, aki a halott Carruthers-től zsákmányolt rendőrjelvénnyel nyomozónak adja ki magát és elmenekül az épületből. Sykes megsebesül és megmenti Ivy életét és ők is elmennek a helyszínről. A mesterlövész Watters-ön rajtaütnek a kommandósok és lelövik. Elmore felismeri Darwint, és egy parkolóban bosszúból megöli a férfit. Az FBI igazgató-helyettes Locke (Andy Garcia) az embereivel kórházba szállíttatja Israelt.
Messner megérkezik a kórházba, és megtudja az igazságot, hogy a titokzatos svéd valójában nem bérgyilkos, hanem szívsebész, és Sparazza azért bízta meg Soot-ot, hogy vegye ki Israel szívét, hogy transzplantációs műtét keretében svéd orvos átültethesse neki, mert kiderült. Az is kiderül, hogy az évtizedek óta halottnak hitt Freeman Heller (Mike Falkow) FBI-ügynök, akit az FBI vezetősége akart eltenni láb alól, túlélte a támadást, és plasztikai műtétek sorozatával Sparazza személyiségét felvette és a helyére lépett. Israel az ő gyermeke, így kompatibilis szívdonor.
Messner vitatkozik Locke-val, és kifogásolja, hogy a társának azért kellett meghalnia, hogy megmentsenek egy "őskövület" maffiavezért. Locke utasítja Messnert, hogy ne foglalkozzon többet az üggyel. Messner, társa halála miatti indulatból és bosszúból, a műtőben az ajtót magára zárja és lekapcsolja Israel-t és Sparazza-nak hitt Heller-t a lélegeztetőgépről. Locke hiába próbál bejutni a műtőbe. Messner leül a két halott férfi kórházi ágya közé és szimbolikus felmond azzal, hogy ledobja a földre kitározott, szolgáltai fegyverét és rendőri igazolványát. 
|  | Itt a vége a cselekmény részletezésének! |

## Szereplők
Zárójelben a magyar hangja
- Joseph Ruskin mint Primo Sparazza (Kajtár Róbert)
- Jeremy Piven mint Buddy "Ászok" Israel (Stohl András)
- Ryan Reynolds mint Richard Messner (Viczián Ottó)
- Martin Henderson mint Hollis Elmore: Korábbi Las Vegas-i zsaru, Pistol Pete társa. (Varga Gábor)
- Ray Liotta mint Donald Carruthers (Selmeczi Roland)
- Andy Garcia mint Stanley Locke, FBI igazgató-helyettes. (Dörner György)
- Alex Rocco mint Sidney K. Serna, gengszter főnök. (Szokolay Ottó)
- Tommy Flanagan mint Lazlo Soot: Legendás bérgyilkos, az álcázás mestere. Egymillió dollárért vadászik Buddy Israel-re. (Zágoni Zsolt)
- Alicia Keys mint Georgia Sykes: Női bérgyilkos. Őt és társát bízta meg Serna, hogy rabolja el Buddy Israelt. (Kéri Kitty)
- Common mint Sir Ivy: Buddy Israel testőreinek főnöke. (Barabás Kiss Zoltán)
- Taraji P. Henson mint Sharice Watters: Női béegyilkos, Georgia Sykes társa. Leszbikus feminista és szerelmes bérgyilkos társába. (Bognár Gyöngyvér)
- Nestor Carbonell as Pasquale "Pestis" Acosta: Latin amerikai szadista zsoldos, akit az Interpol is köröz. Az egymillió dolláros vérdíjért ő is Buddy fejére utazik. (Végh Péter)
- Chris Pine mint Darwin Tremor: Tremor testvére egyike, a trió vezetője. Ápolatlan neonáci punk, aki speed függő, és két testvérével szintén a vérdíjra (és Buddy fejére) hajt. (Dolmány Attila)
- Kevin Durand mint Jeeves Tremor: A legmagasabb és legfiatalabb Tremor testvér. (Betz István)
- Maury Sterling mint Lester Tremor: A legalacsonyabb Tremor testvér. (Bódy Gergely)
- Jason Bateman mint Rupert Reed: Egy sunyi ügyvéd, akinek az irodája hozza ki a börtönből Buddy-t, hogy aztán bérgyilkosokkal levadászhassa. (Földi Tamás)
- Ben Affleck mint Jack Dupree: Las Vegas-i óvadékügynök, aki embereivel a törvény kezére akarja juttatni Buddy-t a jutalomért. (Széles Tamás)
- Vladimir Kulich mint A svéd: Bérgyilkosnak hiszik, valójában szívsebész és a Stockholm-i Egyetemen. Valódi neve: Sven Ingstrom.
- Peter Berg mint "Pistol" Pete Deeks: Volt Las Vegas-i rendőr, akit kicsaptak korrupció miatt. Dupree egyik embere. (Rába Roland)
- Joel Edgerton mint Hugo Croop: Kelet-Európai testőr. (Sótonyi Gábor)
- Christopher Michael Holley mint Beanie: Israel üzlettársa. (Papp Dániel)
- Matthew Fox mint Bill: A szálloda (ahol Buddy tartózkodik) biztonsági igazgatója.

Wayne Newton és az író, rendező Joe Carnahan, is cameozik a film elején, mint rablók.

## Bemutató
Először limitáltan mutatták be 2006. december 9-én, a texasi Austin-ban, a Butt-Numb-A-Thon filmfesztiválon. Széles körben először Angliában mutatták be 2007. január 12-én, az amerikai premier egy héttel később volt (2007. január 18.). Magyarországon nem vetítették a mozik a filmet. A filmet DVD-n 2007. április 17-én az Egyesült Államokban, 2007. augusztus 29-én Magyarországon adták ki.

## Fogadtatás

### Bevételi adatok
Az Amerikai Egyesült Államokban 35 787 686 $-t, a világ többi részén 21 316 209 $-t, összesen 57 103 895 $-t hozott. A körülbelül 17 000 000 $-os büdzséhez képest szerény sikert ért el a film a mozikban.

### Kritikai visszhang
A Rotten Tomatoes, filmek kritikáit összegyűjtő weblap adatai szerint 155 kritikából, 45 kritikus pozitívan, 110 kritikus negatív véleménnyel volt a filmről, ezzel 29%-os kritikai átlaggal rendelkezik a film, tehát a jelentősebb amerikai kritikusok több mint kétharmadának nem tetszett a film. Az imdb.com-on a felhasználok értékelései alapján 6,7-en áll a film a 10-es skálán, tehát kijelenthető, hogy átlagban a nézőknek jobban bejött a film, mint a kritikusoknak.

## Filmzene
A film alatt 18 dal hallható különböző előadóktól. Külön a filmhez csak Outkast írt egy dalt, "Spottieottiedopaliscious" címmel és Clint Mansell készített három filmzeneszámot.
|     | Cím                     | Előadó                        | Hossz |
| --- | ----------------------- | ----------------------------- | ----- |
| 1.  | First Warning           | The Prodigy                   | 4:21  |
| 2.  | Big White Cloud         | John Cale (U.S. release only) | 4:05  |
| 3.  | Ace of Spades           | Motörhead                     | 2:48  |
| 4.  | Down on the Street      | The Stooges                   | 3:45  |
| 5.  | Play Your Cards Right   | Common feat. Bilal            | 3:09  |
| 6.  | Trespassing             | Skull Snaps                   | 4:00  |
| 7.  | Segura o Sambura        | Nilton Castro                 | 2:55  |
| 8.  | Touch Me Again          | Bernard "Pretty" Purdie       | 4:23  |
| 9.  | Under the Street Lamp   | Joe Bataan                    | 2:52  |
| 10. | I Gotcha' Back          | GZA                           | 5:00  |
| 11. | I Love You              | The Bees                      | 4:33  |
| 12. | Morte di un Soldato     | Ennio Morricone               | 3:12  |
| 13. | Save Yourself           | The Make-Up                   | 3:22  |
| 14. | Like Light to the Flies | Trivium                       | 5:43  |
| 15. | FBI                     | Clint Mansell                 | 3:00  |
| 16. | Shell Shock             | Clint Mansell                 | 3:09  |
| 17. | Dead Reckoning          | Clint Mansell                 | 3:16  |

## Folytatás
A film DVD eladása során jobban teljesített mint moziban, azért csak DVD kiadásra (nem vetítették a mozik) elkészítették 2010-ben a Füstölgő ászok 2.: Bérgyilkosok bálja című filmet, ami a címével ellentétben a 2006-os film előzményét dolgozza fel.

## Fordítás
- Ez a szócikk részben vagy egészben  a   Smokin' Aces című angol Wikipédia-szócikk fordításán alapul.  Az eredeti cikk szerkesztőit annak laptörténete sorolja fel. Ez a jelzés csupán a megfogalmazás eredetét és a szerzői jogokat jelzi, nem szolgál a cikkben szereplő információk forrásmegjelöléseként.